# 巴恩哈特維爾
巴恩哈特維爾（英文：Barnhartvale）是一個位於加拿大英屬哥倫比亞省湯普森-尼古拉地區甘露市東南側的一個山區鄰里社區。巴恩哈特維爾為甘露市境內最東南側之鄰里，東側可通至布斯湖保護區（Buse Lake Protected Area）、南側可通到貝斯特威克（Bestwick）；以西以北則仍為甘露市境內：西北側與杜松嶺相鄰，西南則是薔薇丘；北偏西為達拉斯，東北邊則是接到坎貝爾溪。境內因處於山區，亦有登山活動和步道存在境內。

## 歷史
現今巴恩哈特維爾（Barnhartvale）地區原先於1909年之前普遍皆被認定為坎貝爾溪的一個部分。然而於1909年，在1886年第一個再甘露市內加拿大太平洋鐵路執勤的車掌彼得·巴恩哈特移至此地區並在1905年6月1日此設立了郵局。當時名稱為「坎貝爾溪郵局」，最後因為避免混淆地名，於1909年6月1日他徑自改名為「巴恩哈特谷郵局」（Barnhart Vale Post Office）。最終巴恩哈特所建之郵局於1951年8月30日終止營業，而該地則繼續被稱呼為巴恩哈特谷（維爾），然後在1978年更改名稱為一個單字成今樣貌「巴恩哈特維爾」。此外，是直到1965年首先兩位開拓者詹姆士·陶德（James Todd）和盧·坎貝爾（Lew Campbell）駐入之後，巴恩哈特維爾一區域才以單詞地區形式真正開始有被歷史記載下來。再來主要的定居、開發者則為1879年代的約翰·麥克勞德（John McLeod）和威廉·麥克勞德（William McLeod）和1890年代的羅伯特和亨利普拉特（Robert and Henry Pratt）。
最終於1973年，巴恩哈特維爾一區被併入甘露市內，正式成為市內鄰里社區區劃的一部分。

## 交通
社區有二出入口，分別為巴恩哈特維爾路和陶德路，分別為社區主要幹道和社區次要幹道。此外，此地區亦有甘露交通系統市區公車路線經過：
| 路線編號/名稱                                                     | 境內共經站點 | 其他駛經社區             |
| ----------------------------------------------------------------- | ------------ | ------------------------ |
| 17 寇卡尼道/英屬哥倫比亞省野生動物公園（經巴恩哈特維爾/經達拉斯） | 17站         | 達拉斯/維利維尤/坎貝爾溪 |

## 境內設施
- 伊格爾波恩特高爾夫球度假區（Eaglepoint Golf Resort）
- 達拉斯-巴恩哈特維爾自然公園
- 陶德丘公園
- 羅伯特·L·克雷米森小學（Robert L. Clemitson Elementary）[8]

## 資料來源
- Balf, Mary, Kamloops: A History of the District Up To 1914, Kamloops Museum Archive, Kamloops, 1969, pp. 123–127

1. ↑  . City of Kamloops.   [2022-08-15]. Neighborhoods
2. ↑  .   [2022-08-09]. （原始内容存档于2022-08-09）.
3. ↑  .   [2022-08-09]. （原始内容存档于2021-06-21）.
4. ↑  Akrigg, G.P.V.; Akrigg, Helen B.,  3rd, 1997, Vancouver: UBC Press, 1986, ISBN 0-7748-0636-2
5. ↑  .   [2022-08-09]. （原始内容存档于2021-06-21）.
6. ↑  .   [2022-08-09]. （原始内容存档于2022-02-18）.
7. ↑  .   [2022-08-09]. （原始内容存档于2022-03-18）.
8. ↑  https://www.google.com.tw/maps/place/Barnhartvale,+Kamloops,+BC,+Canada/@50.6417019,-120.1761104,13.16z/data=!4m5!3m4!1s0x537e3054c1905d1b:0x76c40de904daf70a!8m2!3d50.6341279!4d-120.12526?hl=en&authuser=0